# Жондор
Жондор (Джандар; узб. Jondor) — городской посёлок, административный центр Жондорского района Бухарской области Узбекистана. Жондор расположен на юго-западе Бухарского оазиса, на правом берегу древнего ручья Заравшан.

## История
В 1938—1977 годах — кишлак Свердловск и село Свердловское в Бухарской области Узбекской ССР, административный центр одноимённого района.
С 1981 года — посёлок городского типа Жондор, административный центр Свердловского (с 1992 года — Жондорского (Джандарского)) района.

## География
Жондор расположен в 21 км к западу от центра Бухары и в 465 км к юго-западу от Ташкента.
Ближайшими городами к Жондору являются такие города, как: Бухара (23 км), Галаасия (26 км), Ромитан (26 км), Каган (31 км), Каракуль (38 км), Вабкент (42 км), Алат (48 км), Шафиркан (50 км), Гиждуван (58 км), Караулбазар (58 км), Кызылтепа (65 км), Газли (75 км), Туркменабад (88 км, Туркмения), Мубарек (99 км), Канимех (101 км), Зафарабад (112 км)

## Население
Городской поселок Жондор занимает 170 место по численности населения в Узбекистане и 13 место в Бухарской области.

## Промышленность и экономика
В городе работают пластмассовый, винно-водочный, консервный, молочный и хлебный заводы.
Наиболее развитым промышленным сектором считается текстильная индустрия. На предприятиях выпускают волокна, нетканный материал, пряжу, нитки. В аграрном секторе занимаются в основном шелководством. Действует совместное Узбекско-Китайское предприятие «Хадан» по производству шелка и шелкопряда, коконов. Работают предприятия пищевой промышленности, комбинат по консервированию плодов и овощей, выращиваемых в районе, малые фирмы, специализирующиеся на изготовлении строительных материалов, оптовые и розничные коммерческие организации, торгующие промышленными и продовольственными товарами.

## Транспорт
Через Жондор проходит автомагистраль международного значения Бухара-Туркманабад (Чорджой). Автобусы курсируют по маршрутам Джондор-Бухара, Джондор-Каракол.

## Учреждения
В Жондоре работают 2 общеобразовательные школы, 2 лицея для одаренных детей, школа-интернат, 2 библиотеки, общественный музей и центральная больница. В 2001 году в Жондоре был построен комплекс в память о ветеранах Великой Отечественной войны 1941—1945 годов.

## Достопримечательности
В 25 километрах от Жондора находится археологический памятник, объект всемирного наследия ЮНЕСКО древнее городище Варахша. Оно расположено на западной окраине Бухарского оазиса, на месте некогда полноводного ручья, что питал реку Зеравшан.